# 大橋鎭子
大橋 鎭子（おおはし しずこ、1920年3月10日 - 2013年3月23日）は、日本の女性編集者・エッセイスト。暮しの手帖社社主・元社長で同社の雑誌『暮しの手帖』を創刊した。妹の大橋芳子も同社創業メンバーの一人で、エッセイスト。

## 生涯
父の大橋武雄は岐阜県大垣市出身。10歳の時に東京・深川の材木商をしていた大橋谷吉の養子となり、府立一中を経て北海道帝国大学農学部卒業後1919年4月中越製布（現・日本製麻）に就職。母、宮原久子は小樽出身で女子美術学校を卒業。北海道時代に武雄と知り合い1919年5月結婚。1920年（大正9年）3月10日に鎭子は東京・麹町の榊病院で生まれる。武雄が北海道の工場長となったため1歳で北海道に移住。武雄が肺結核になり東京に戻り、5年間療養所を求め伊東、鎌倉、大森などに移住し、家族は看病に明け暮れた。一家は大井町に落ち着き、武雄が1930年（昭和5年）に死去した際11歳の鎭子が喪主を務めた。
鎭子は牛込第一小学校や大井第一小学校などを経て東京府立第六高等女学校（現・東京都立三田高等学校）を1937年に卒業。後輩の石井好子とは交流が続く。日本興業銀行に入行、調査課に配属される。3年で退社し日本女子大学に入学するが1年で肺結核となり、学業を断念し大学を中退。
静養生活が終わり、日本読書新聞に入社。編集部員大幅変更時、戦争末期の休刊時、戦後の復刊時、常に編集部に所属した。
戦後、日本読書新聞でカットの仕事をしていた花森安治と知り合う。1946年、花森は鎭子・晴子・芳子の三姉妹と（後に晴子と結婚する）横山啓一で『衣装研究所』を銀座で設立して社長となり、雑誌『スタイルブック』を創刊。1948年には花森編集長の元で『美しい暮しの手帖』（後の『暮しの手帖』）の創刊に参加。1951年、社名を現在の暮しの手帖社と変える。
1969年からエッセイ『すてきなあなたに』を同誌に連載。同エッセイにより1994年、「戦後の一般の人の暮しを豊かにした」として第10回東京都文化賞を受賞。1978年の花森の死去を受け編集長となる。2004年、横山泰子（長妹である晴子の息子の妻）に社長を譲り社主となる。
2013年3月23日、8時37分に肺炎のため東京都品川区の自宅で死去。93歳没。

## 著書
- すてきなあなたに 1 - 5（編著、1975年 - 2006年、暮しの手帖社）
- 「暮しの手帖」とわたし （2010年、暮しの手帖社）

## 演じた人物
2016年度（平成28年度）前期放送のNHK連続テレビ小説『とと姉ちゃん』は、大橋らをモデルとして『暮しの手帖』（劇中では『あなたの暮し』）の創業の軌跡を題材に描くフィクション作品として制作された。大橋がモデルのヒロイン小橋常子を高畑充希が演じている。